# USS Pueblo (AGER-2)
El USS Pueblo (AGER-2) es un buque estadounidense ELINT y SIGINT de la clase Banner para investigaciones técnicas, que fue capturado por las fuerzas de Corea del Norte el 23 de enero de 1968, en el hecho conocido como Incidente del USS Pueblo o también como Crisis del USS Pueblo y Asunto del USS Pueblo. El registro SIGAD desclasificado del Grupo de Seguridad Naval (NSG) a bordo del USS Pueblo durante la patrulla cuando ocurrió el incidente, para la Unidad de Apoyo Directo (DSU) de la Agencia de Seguridad Nacional (NSA), era USN-467Y. La captura ocurrió una semana después de que el presidente de Estados Unidos, Lyndon B. Johnson, diese su discurso del Estado de la Unión en el Congreso, y una semana antes del inicio de la ofensiva del Tet; siendo junto al subsiguiente encarcelamiento de la tripulación por las autoridades norcoreanas durante once meses un importante incidente de la Guerra Fría.
Corea del Norte afirmó que el USS Pueblo se encontraba en sus aguas territoriales al momento de ser capturado, pero Estados Unidos dice que se encontraba en aguas internacionales en aquel momento.
El USS Pueblo, aún en poder de Corea del Norte, oficialmente figura en la nómina de la Armada de los Estados Unidos como buque asignado en activo. Estuvo amarrado en el río Taedong en Pionyang, donde fue usado como buque museo.  El USS Pueblo es el único buque de la Armada de Estados Unidos que permanece capturado.

## Operaciones iniciales

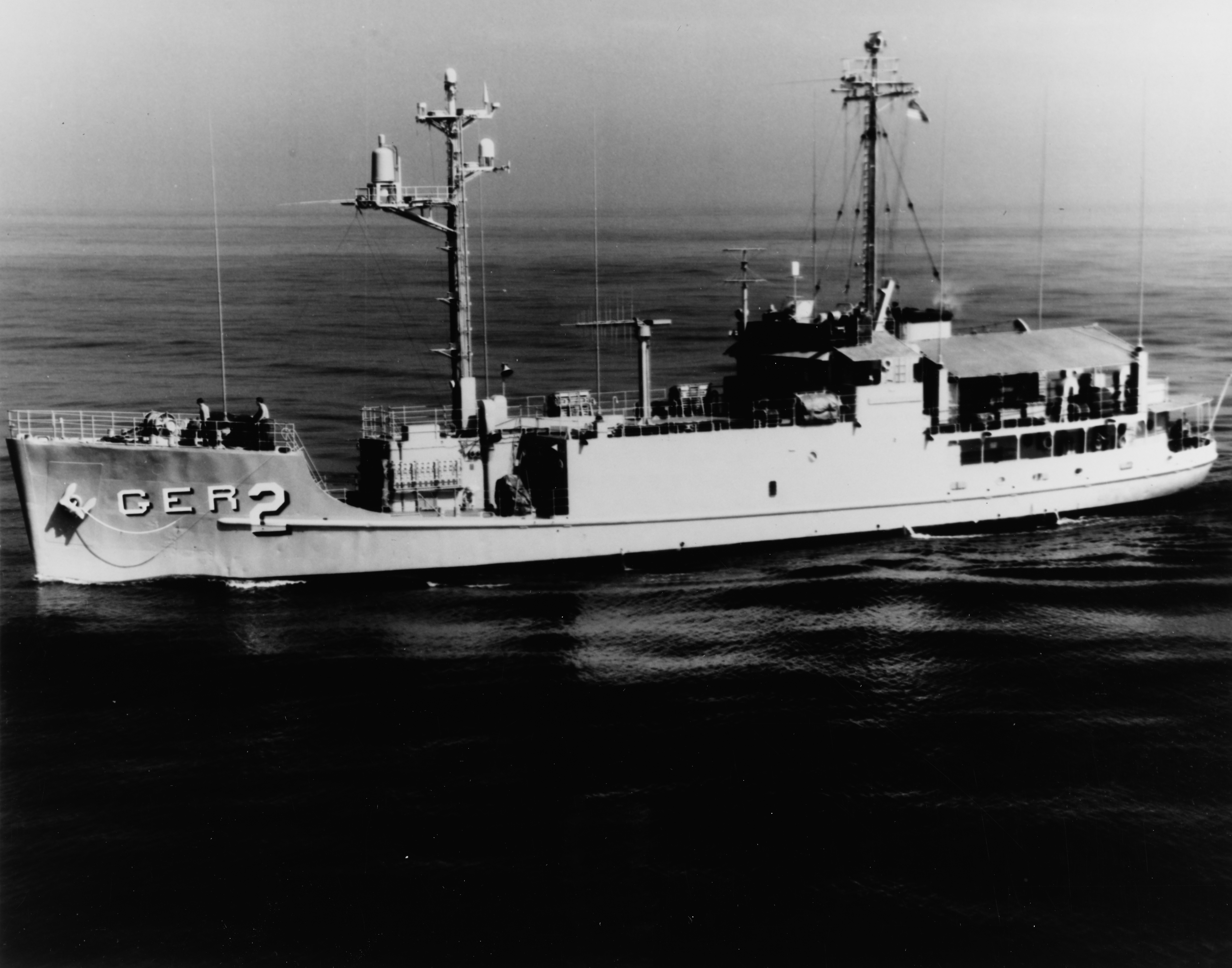
El USS Pueblo en octubre de 1967.

El barco fue botado en la Kewaunee Shipbuilding and Engineering Company de Kewaunee, Wisconsin, el 16 de abril de 1944, como el barco de Flete y Pasajeros (FP) del Ejército de los Estados Unidos FP-344. Posteriormente el Ejército redesignó a los navíos FP como Flete y Suministro, cambiando la designación a FS-344. El barco, asignado a Nueva Orleans el 7 de abril de 1945, sirvió como buque del Ejército con tripulación de la Guardia Costera, para entrenar reclutas del Ejército. Su primer comandante fue el teniente J. R. Choate, USCGR, sucedido por el teniente J.G. Marvin B. Barker, USCGR, el 12 de septiembre de 1945. El FS-344 fue retirado de servicio en 1954.

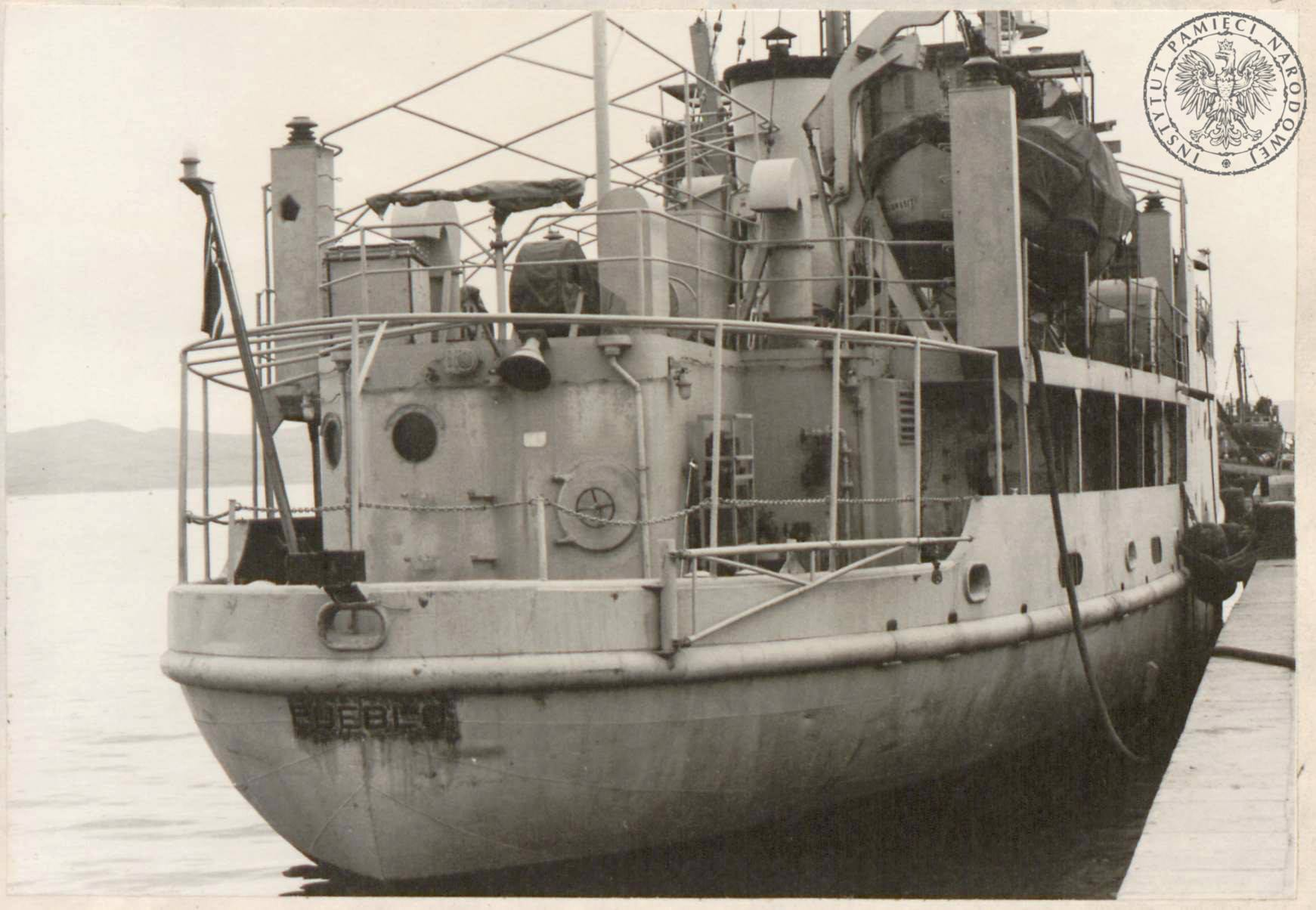
Vista de popa del USS Pueblo, 22 de enero de 1968.

El FS-344 fue transferido a la Armada de los Estados Unidos el 12 de abril de 1966 y fue rebautizado como USS Pueblo (AKL-44) por el Condado de Pueblo el 18 de junio de aquel año. El USS Pueblo es el tercer navío de la Armada de los Estados Unidos en ser llamado por la ciudad de Pueblo o el Condado de Pueblo.
Inicialmente sirvió como el carguero ligero AKL-44, pero al poco tiempo de entrar en servicio fue convertido en un barco recolector de inteligencia, usualmente conocido como barco espía, siendo redesignado como AGER-2 el 13 de mayo de 1967. AGER (Auxiliary General Environmental Research; Investigación Ambiental General Auxiliar, en inglés) era un programa conjunto de la Armada de los Estados Unidos y la Agencia de Seguridad Nacional (NSA).

## Incidente del USSPueblo

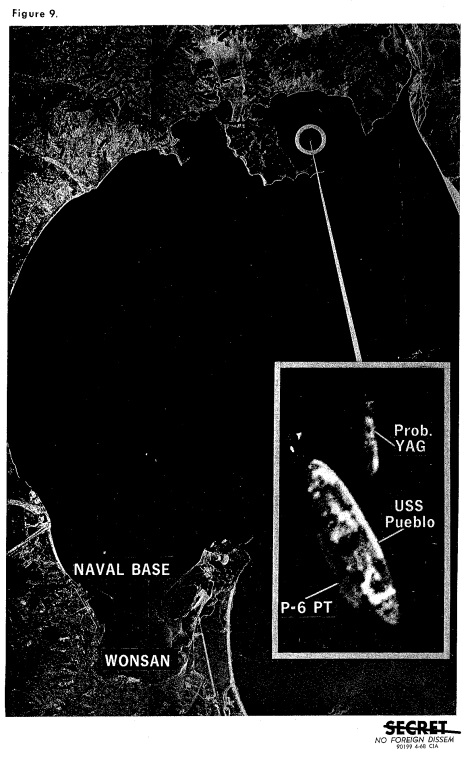
Fotografía aérea del USS Pueblo ya capturado por los norcoreanos hecha por un A-12, 26 de enero de 1968.

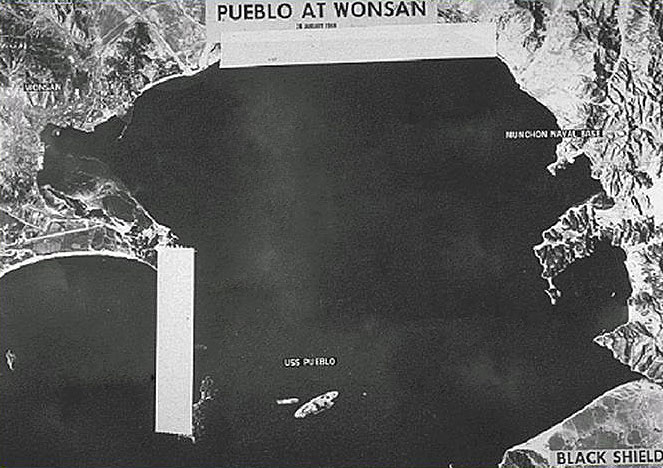
Fotografía aérea del USS Pueblo junto a Wŏnsan, 26 de enero de 1968.

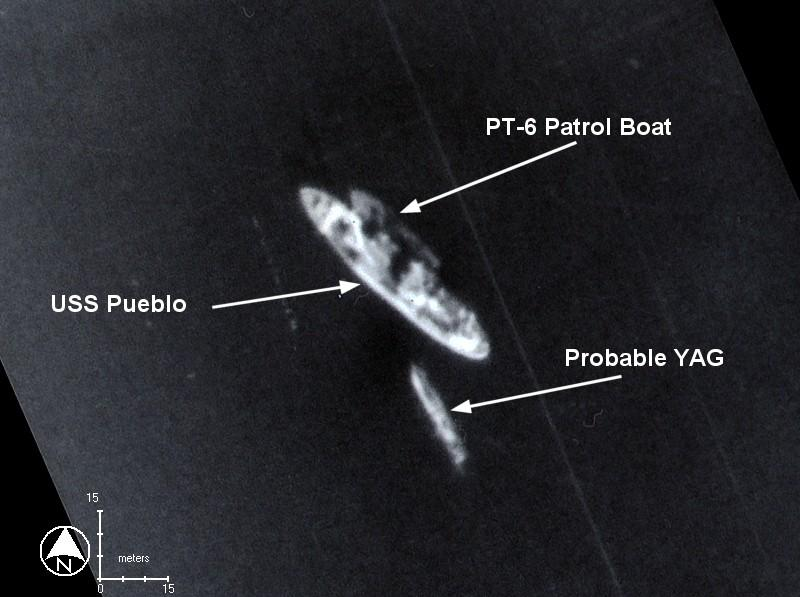
Buques norcoreanos junto al USS Pueblo, 26 de enero de 1968.

El 5 de enero de 1968, el USS Pueblo zarpó de la Base Naval de Yokosuka rumbo a la Base Naval de Sasebo, desde donde puso rumbo al norte a través del estrecho de Tsushima hacia el mar de Japón. Zarpó con órdenes específicas de interceptar y vigilar la actividad naval soviética en el estrecho de Tsushima, así como de colectar inteligencia de señales y electrónica de Corea del Norte.
A las 17:30 del 20 de enero, un cazasubmarinos norcoreano de diseño soviético modificado Clase SO-1 pasó a 3,7 km del USS Pueblo, que se hallaba a unos 24,8 km al sureste de Mayang-do en la posición 39°47'N y 128°28.5'E.
En la tarde del 22 de enero, los arrastreros norcoreanos Arrozal 1 y Arrozal 2 pasaron a 27,4 m del USS Pueblo. Ese mismo día, una unidad comando norcoreana trató de asesinar al presidente surcoreano Park Chung-hee, pero la tripulación del USS Pueblo no fue informada del hecho.
Según la versión estadounidense, al día siguiente, 23 de enero, un cazasubmarinos se acercó al USS Pueblo y le ordenó identificarse. El USS Pueblo respondió izando la bandera estadounidense. El navío norcoreano le ordenó detenerse, o de lo contrario abriría fuego. El USS Pueblo trató de hacer maniobras evasivas, pero era mucho más lento que el cazasubmarinos. Se hicieron varios disparos de advertencia. Además, aparecieron en el horizonte tres lanchas torpederas que se unieron a la persecución y ataque.[cita requerida]
A los navíos atacantes se les unieron dos cazas MiG-21. Al poco tiempo aparecieron en el horizonte una cuarta lancha torpedera y un segundo cazasubmarinos. La munición del USS Pueblo estaba almacenada bajo cubierta y sus ametralladoras estaban protegidas con fundas de invierno. Las ametralladoras no estaban listas y no se trató de accionarlas. Un reporte de la NSA cita la orden de navegación:

(...) El armamento defensivo (ametralladoras) debe ser almacenado o cubierto de tal manera que no llame la atención de las unidades vigiladas. Debe emplearse solamente en caso de amenaza a la supervivencia (...).

y resalta

En la práctica, se descubrió que, por los cambios de temperatura en los mecanismos de disparo, las ametralladoras calibre .50 necesitan por lo menos 10 minutos para activarse. Solamente un tripulante, con experiencia previa del Ejército, sabía emplear estas armas, mientras que los demás tripulantes solo habían recibido instrucciones básicas sobre las armas inmediatamente antes del despliegue del barco.

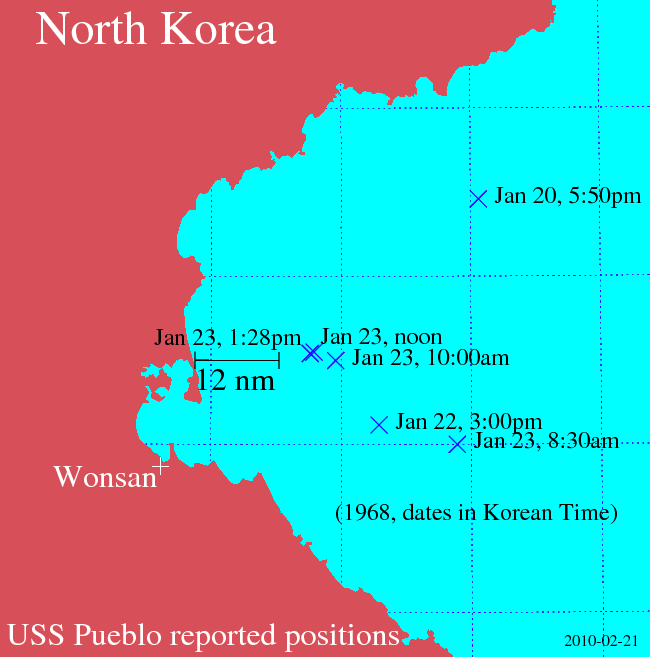
Posiciones reportadas del USS Pueblo.

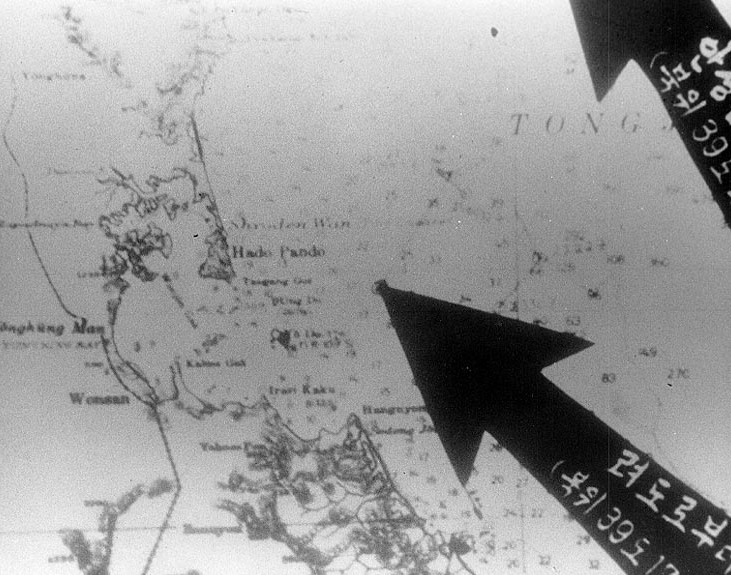
Mapa norcoreano que muestra el lugar donde afirman haber capturado al USS Pueblo.

Las autoridades de la Armada estadounidense y la tripulación del USS Pueblo insisten que antes de la captura, el USS Pueblo estaba a varias millas fuera de las aguas territoriales norcoreanas. Corea del Norte afirma que el navío estaba bien adentro del territorio norcoreano. La directiva de la misión le permitía aproximarse a una milla náutica (1.852 m) de aquel límite. Sin embargo, Corea del Norte afirma tener su frontera marítima a 50 millas náuticas (93 km), a pesar de que los estándares internacionales de la época eran de 12 millas náuticas (22 km).
Los navíos norcoreanos trataron de abordar al USS Pueblo, pero este maniobró durante dos horas para evitarlo. Un cazasubmarinos abrió fuego con un cañón de 57 mm, matando a un miembro de la tripulación. Los navíos más pequeños dispararon sus ametralladoras contra el USS Pueblo, que en aquel momento señalizó acatar la orden de alto y empezó a destruir el material clasificado. El volumen de material clasificado a bordo era tan grande, que fue imposible destruirlo todo. Un reporte de la NSA cita al teniente Steve Harris, oficial al mando del destacamento del Grupo de Seguridad Naval a bordo del USS Pueblo:

(...) habíamos mantenido a bordo las publicaciones obsoletas y teníamos toda la intención de deshacernos de esas cosas, pero no lo hicimos al momento de iniciar la misión. Yo quería tener el lugar organizado y teníamos excesivas cantidades de copias a bordo (...).

y concluye

Solamente un pequeño porcentaje de todo el material clasificado a bordo del barco fue destruido.

El contacto radial entre el USS Pueblo y el Grupo de Seguridad Naval de la Base de Kamiseya, Japón, se mantuvo durante el incidente. En consecuencia, el comando de la Séptima Flota estaba al tanto de la situación del USS Pueblo. Se prometió cobertura aérea, pero esta no llegó. La Quinta Fuerza Aérea no tenía aviones en situación de alerta, estimando una demora de 2 a 3 horas en su despliegue. El USS Enterprise estaba situado a 510 millas náuticas (940 km) al sur del USS Pueblo, pero sus cuatro aviones F-4B en alerta no estaban equipados para un enfrentamiento aire-superficie. El capitán del USS Enterprise estimó que eran necesarios 90 minutos para que los aviones preparados despeguen. Para cuando fue despertado el presidente Lyndon B. Johnson, el USS Pueblo había sido capturado y cualquier intento de rescate habría sido en vano.
El USS Pueblo siguió a los navíos norcoreanos según las órdenes dadas, pero estos se detuvieron antes de entrar en aguas territoriales norcoreanas. Volvieron a disparar contra el USS Pueblo, muriendo el marinero Duane Hodges. El barco fue finalmente abordado a las 0555 UTC (2:55 p. m., hora local) por tripulantes de una lancha torpedera y un cazasubmarinos. A los tripulantes del USS Pueblo se les ató las manos, se les vendó los ojos, fueron golpeados y piqueteados con bayonetas. Una vez que el USS Pueblo estuvo en aguas territoriales norcoreanas, fue nuevamente abordado, esta vez por oficiales norcoreanos de alto rango.
La primera confirmación oficial que el barco estaba en manos norcoreanas llegó el 28 de enero de 1968. Dos días antes, un avión A-12 Oxcart de la CIA del escuadrón Proyecto Black Shield con base en Kadena, Okinawa, piloteado por Jack W. Weeks, efectuó tres vuelos de alta velocidad a gran altitud sobre Corea del Norte. Cuando se procesaron las películas de las cámaras del avión en los Estados Unidos, se vio al USS Pueblo en el puerto de Wonsan rodeado por dos navíos norcoreanos.
Había divergencias entre los oficiales del gobierno estadounidense sobre como manejar la situación. El representante Mendel Rivers sugirió al Presidente que emitiera un ultimátum para la devolución del USS Pueblo so pena de ataque nuclear, mientras que el senador Gale William McGee dijo que los Estados Unidos debían esperar a tener más información y no hacer "respuestas espasmódicas ante incidentes agravantes". Según Horace Busby, Asistente Especial del Presidente Johnson, "la reacción del presidente a la toma de rehenes fue trabajar muy duro para acallar cualquier solicitud de respuesta armada o cualquier otro tipo de ataque contra los norcoreanos", preocupado que la retórica pudiese resultar en la muerte de los rehenes.
Aunque los oficiales estadounidenses de la época asumieron que la captura del USS Pueblo fue dirigida por la Unión Soviética, en fechas recientes ha emergido información que apunta a que Corea del Norte actuó por cuenta propia y el incidente dañó sus relaciones con la mayor parte del Bloque del Este.

## Secuelas

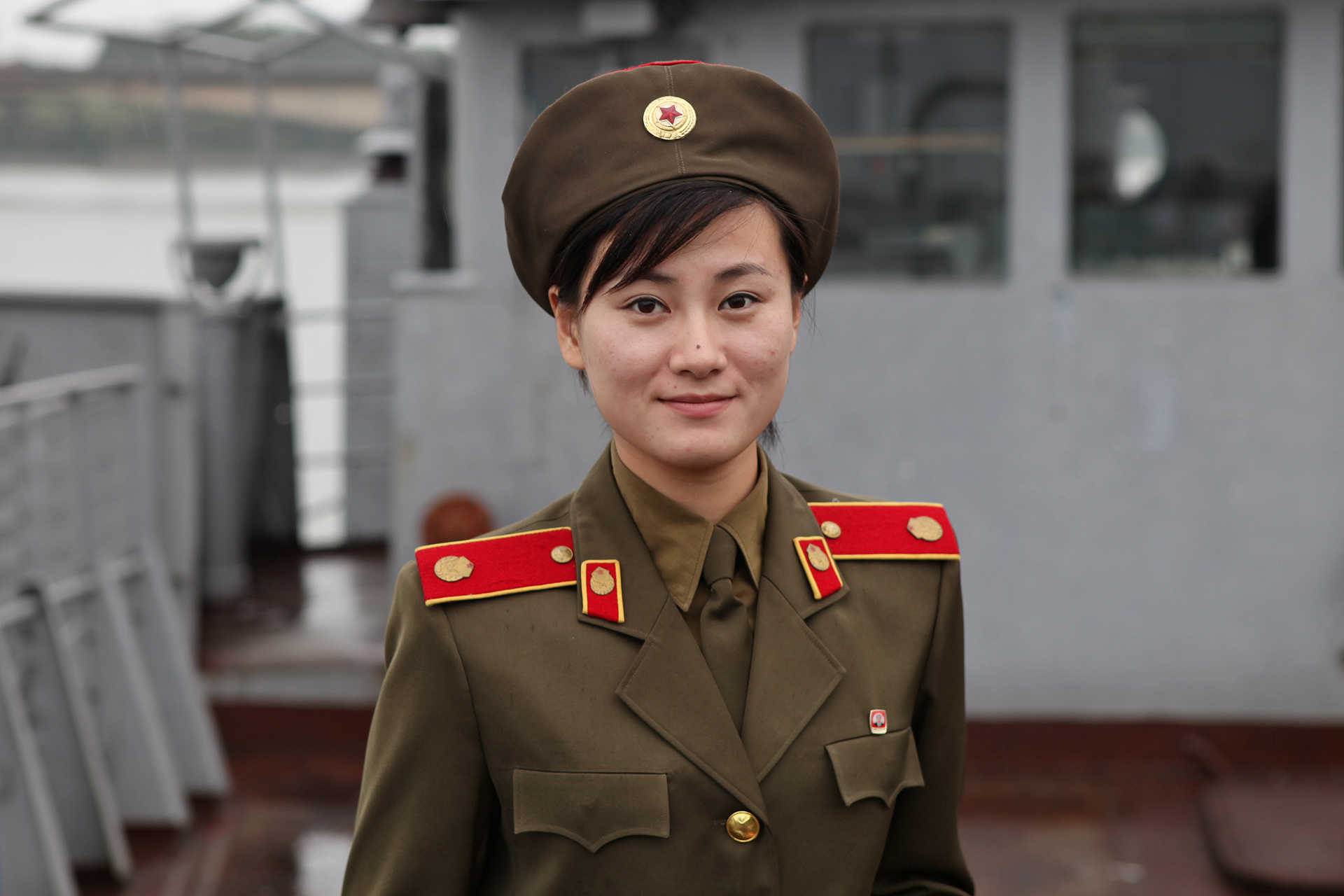
Una oficial norcoreana a bordo del USS Pueblo, año 2012.

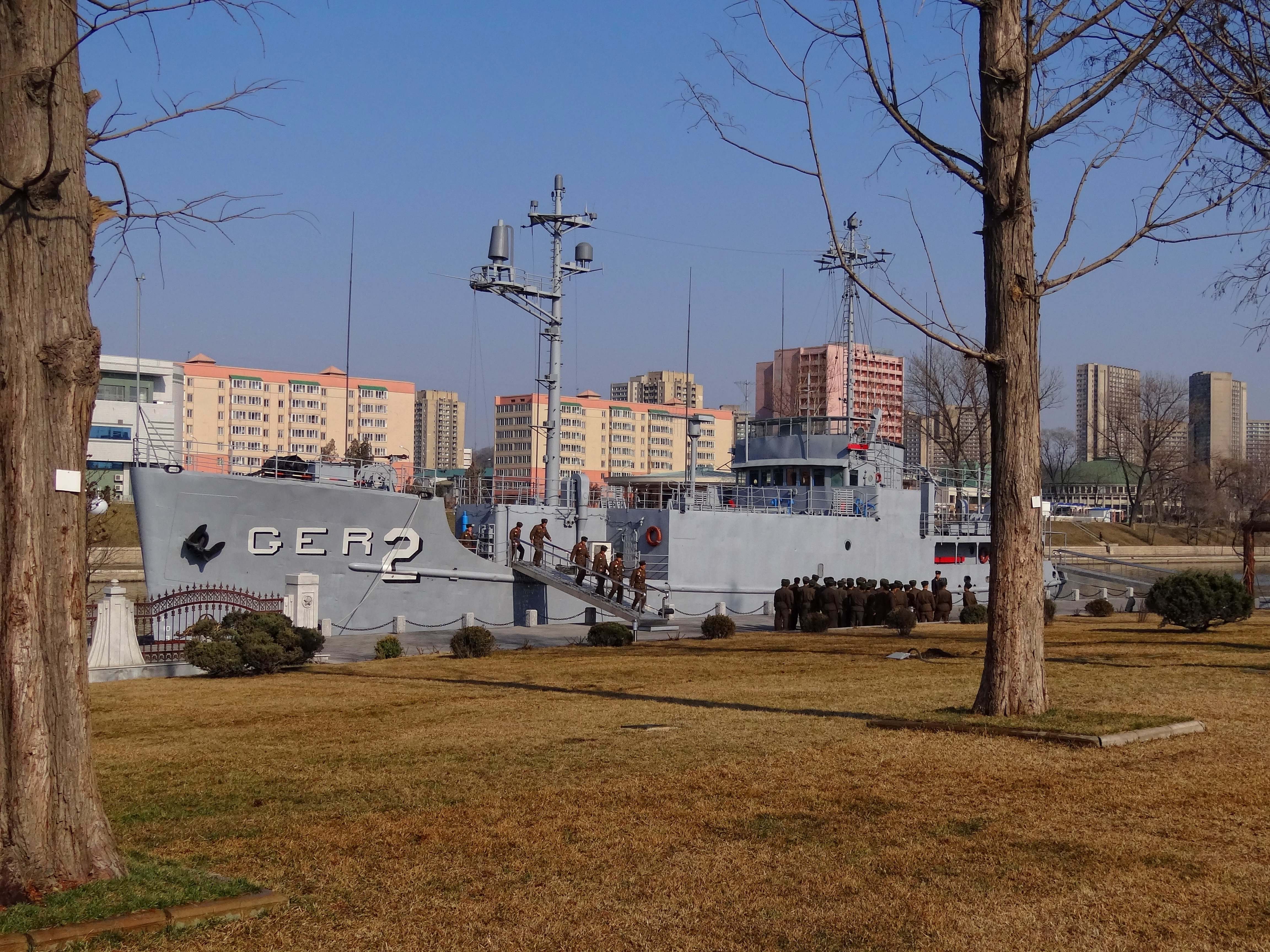
Un grupo de soldados norcoreanos visitando el USS Pueblo, año 2014.

El USS Pueblo fue llevado al puerto de Wonsan y la tripulación fue trasladada dos veces a campos de prisioneros de guerra. La tripulación reportó al momento de su liberación que les hacían pasar hambre y eran regularmente torturados mientras estuvieron bajo custodia norcoreana. Este trato supuestamente empeoró cuando los norcoreanos se dieron cuenta de que los tripulantes les hacían disimuladamente el gesto de la higa en las fotografías de propaganda escenificadas.
El comandante Lloyd M. Bucher fue torturado psicológicamente, siendo puesto frente a un pelotón de fusilamiento simulado en un esfuerzo por hacerlo confesar. Eventualmente los norcoreanos le amenazaron con ejecutar a sus hombres delante de él, por lo que Bucher cedió y acordó "confesar su transgresión y la de su tripulación". Bucher escribió la confesión, ya que por definición una "confesión" debe ser escrita por el propio confeso. Ellos verificaron el sentido de lo que escribió, pero no se dieron cuenta del calambur cuando dijo "Nos memos en la RPDC. Nos memos en su gran líder Kim Il Sung" (la palabra memos suena idéntica a la palabra meamos).
Las negociaciones para la liberación de la tripulación se llevaron a cabo en Panmunjom. Al mismo tiempo, oficiales estadounidenses estaban preocupados en conciliar a los surcoreanos, que expresaron su descontento por no dejarlos participar en las negociaciones. Richard A. Ericson, un consejero político para la embajada de Estados Unidos en Seúl y oficial operativo para las negociaciones del USS Pueblo, menciona en su historia oral:

Los surcoreanos estaban absolutamente furiosos y sospechaban de lo que pudiésemos hacer. Ellos anticiparon que los norcoreanos tratarían de explotar la situación en desventaja de la RDC de cualquier forma posible, por lo que rápidamente se estaban volviendo cada vez más desconfiados de nosotros y perdían la fé en su gran aliado. Ciertamente, teníamos el otro problema de cómo asegurarnos que la RDC no tomaría represalias por el asalto a la Casa Azul y de reducir sus crecientes sentimientos de inseguridad. Ellos empezaron a darse cuenta de que la ZDC era porosa y querían más equipos y ayuda. Por lo tanto, teníamos varios problemas en las manos.

Él también mencionó como las reuniones en Panmunjom eran usualmente estériles, debido al particular estilo de negociación de los norcoreanos:

Por ejemplo, nosotros íbamos con una cierta propuesta sobre la liberación de la tripulación y ellos estaban sentados allí con un fichero... Si la respuesta a la propuesta particular que presentábamos no estaba en las fichas, ellos dirían algo totalmente fuera del tema para luego retirarse y volver a la siguiente reunión con una respuesta para la pregunta. Pero raramente había una respuesta inmediata. Esto ocurrió a lo largo de todas las negociaciones. Obviamente sus negociadores nunca fueron facultados para actuar o hablar sobre la base de su propio juicio o instrucciones generales. Ellos siempre tenían que ofrecer una respuesta y posiblemente llevaban la pregunta hasta Pionyang para revisarla y tomar una decisión al respecto. A veces obteníamos respuestas totalmente absurdas si en la ficha no tenían algo que correspondiera con la propuesta presentada.

Ericson y George Newman, el encargado de negocios en Seúl, escribieron en febrero de 1968 un telegrama para el Departamento de Estado, prediciendo el desarrollo de las negociaciones:

Lo que en efecto dijimos fue esto: Si vas a hacer esto en Panmunjom y si tu único objetivo es traer de vuelta a la tripulación, estarás en el juego de Corea del Norte y las negociaciones seguirán un rumbo claro e inevitable. Se te pedirá que firmes un documento redactado por los norcoreanos. Ellos no aceptarán cambios. Esto reforzará su punto de vista y tendrás que confesar todo de lo que se te acuse... Si tú les permites hacerlo, se tomarán el tiempo que consideren necesario para exprimir cada maldita cosa que puedan obtener de esta situación según las metas de su propaganda, tratando de explotar esta situación para clavar una cuña entre los Estados Unidos y la República de Corea. Entonces cuando ellos sientan que han logrado todo lo que pudieron hacer, y cuando hayamos firmado su documento de confesión y disculpa, ellos devolverán a la tripulación. No devolverán el barco. Ésta es la forma como será, porque esta es la forma como siempre ha sido.

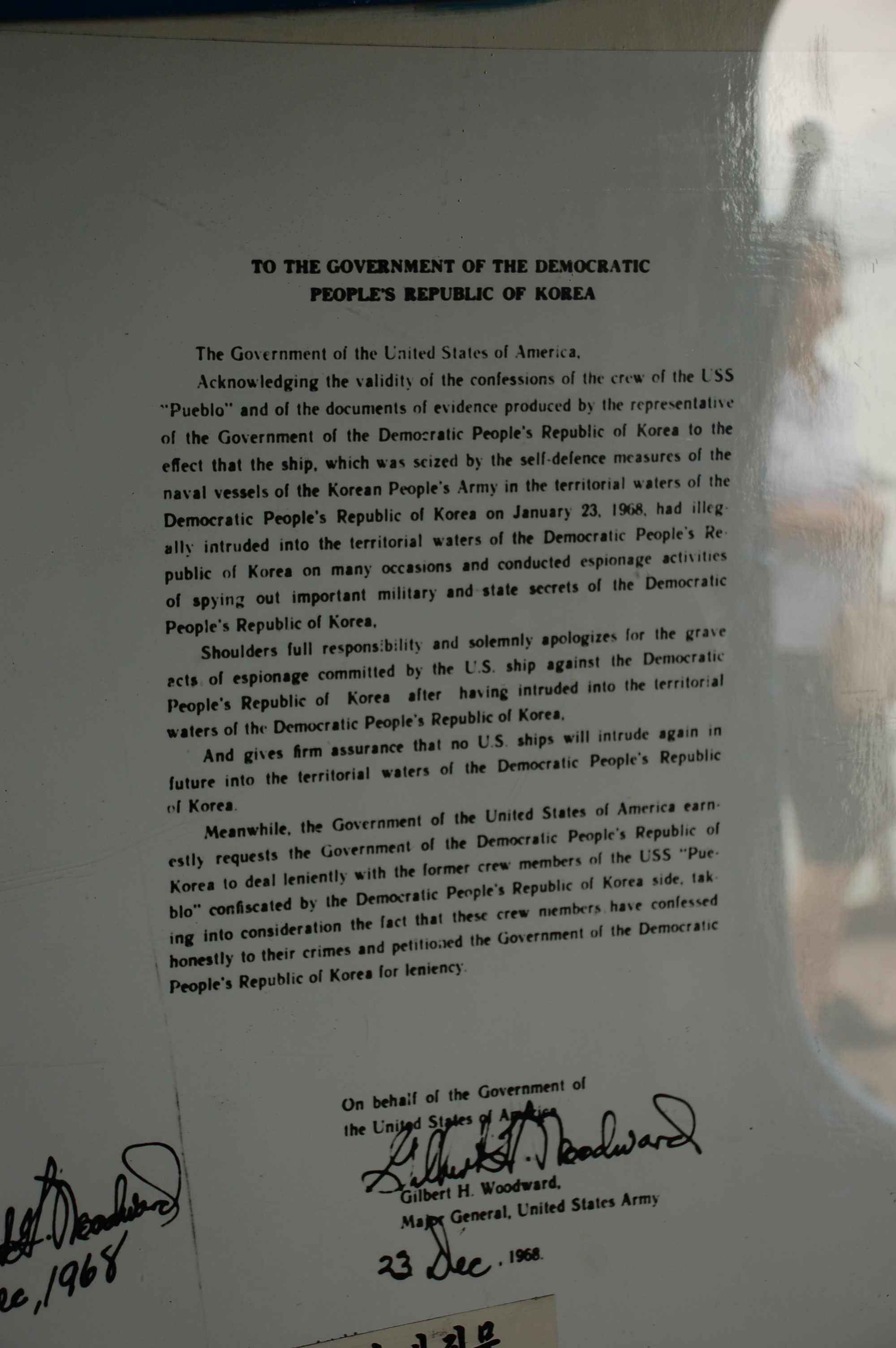
Facsímil de la disculpa por escrito de Estados Unidos, exhibido a bordo del USS Pueblo.

Luego de una disculpa, una afirmación por escrito de los Estados Unidos sobre que el USS Pueblo había estado espiando y una garantía de que no volvería a espiar en el futuro, el gobierno norcoreano decidió liberar a los 82 tripulantes restantes, aunque la disculpa escrita fue precedida por una declaración oral según la cual se hizo únicamente para asegurar la liberación. El 23 de diciembre de 1968, la tripulación fue llevada en autobuses a la frontera con Corea del Sur en la ZDC y se le ordenó que caminen al sur uno por uno a través del Puente sin retorno. Exactamente 11 meses después de ser hechos prisioneros, el Capitán dirigió la larga fila de tripulantes, al final de la cual se hallaba el Oficial Ejecutivo, Teniente Ed Murphy, último hombre en cruzar el puente. Los Estados Unidos se retractaron verbalmente de la acusación de espionaje, disculpa y garantía. Mientras tanto, los norcoreanos eliminaron el párrafo sobre la firma que decía: "y esto es un recibo por ochenta y dos tripulantes y un muerto".
Bucher, todos los oficiales y la tripulación fueron llevados ante un Comité de Investigación naval. Se recomendó la corte marcial para el oficial al mando y el oficial a cargo del Departamento de Investigación, el teniente Steve Harris. Pero John Chafee, el Secretario de la Armada, rechazó la recomendación diciendo: "Ellos han sufrido bastante". El Comandante Bucher nunca fue encontrado culpable de revelar secreto alguno y continuó su carrera en la Armada hasta su retiro.
En 1970, Bucher publicó un recuento autobiográfico del incidente del USS Pueblo titulado Bucher: Mi Historia. Bucher murió en San Diego el 28 de enero de 2004, a la edad de 76 años. James Kell, un exmarinero que estuvo bajo su mando, sugirió que las heridas recibidas por Bucher durante su cautiverio en Corea del Norte contribuyeron a su muerte.
El USS Pueblo aún está en Corea del Norte. En octubre de 1999, fue remolcado desde Wonsan en la costa este, alrededor de la Península de Corea, al puerto de Namp'o en la costa oeste. Para esto se necesitaba mover el navío a través de aguas internacionales, lo cual fue llevado a cabo poco antes de la visita de James Kelly, el enviado presidencial de los Estados Unidos, a Pionyang. Luego de la parada en el astillero de Nampo, el USS Pueblo fue reubicado en Pionyang y amarrado en el río Taedong cerca del sitio donde se cree que tuvo lugar el incidente del General Sherman. A fines de 2012, el USS Pueblo fue mudado nuevamente al río Botong en Pionyang cerca de un nuevo anexo del Museo de la Guerra Patria de Liberación.
Hoy en día, el USS Pueblo es el segundo buque más viejo asignado de la Armada de los Estados Unidos, después del USS Constitution ("Old Ironsides"). El USS Pueblo es uno de los pocos barcos estadounidenses que han sido capturados desde la Guerra de Trípoli. El 8 de diciembre de 1941, el cañonero fluvial USS Wake fue capturado por fuerzas japonesas mientras estaba amarrado en Shanghái. Además, varios barcos estadounidenses fueron capturados por los británicos durante la Guerra de 1812. La fragata USS Chesapeake fue capturada el 1 de junio de 1813 por la fragata británica HMS Shannon. En 1814, las fragatas USS Tigress y USS Scorpion fueron capturadas por fuerzas británicas en un ataque nocturno en el lago Hurón. Finalmente, el USS President fue capturado por una escuadra británica el 15 de enero de 1815.
| |
| La tripulación del USS Pueblo fue liberada por los norcoreanos a través del Puente sin Retorno en el Área de seguridad conjunta de la Zona desmilitarizada de Corea en Panmunjom, el 23 de diciembre de 1968. |

|                                                                           |
| La tripulación del USS Pueblo al ser liberada el 23 de diciembre de 1968. |

| |
| Fotografía oficial de la Armada de la tripulación del USS Pueblo, tomada en el Hospital Naval Balboa de San Diego, al poco tiempo de su arribo. |

## Línea de tiempo de las negociaciones
Con el mayor general Pak Chung Kuk representando a la República Popular Democrática de Corea y el contralmirante John Victor Smith representando a los Estados Unidos hasta abril de 1968, cuando fue reemplazado por el mayor general Gilbert H. Woodward del Ejército. La línea de tiempo y las citas son tomadas de Asunto de contabilidad, por Trevor Armbrister.
| Fecha                                               | Negociador Jefe      | Evento / Posición del respectivo gobierno |
| --------------------------------------------------- | -------------------- | --- |
| 23 de enero de 1968 (hacia el mediodía, hora local) |                      | El USS Pueblo es interceptado por fuerzas norcoreanas cerca del puerto de Wonsan. |
| 24 de enero de 1968 (11 a. m., hora local)          | Contralmirante Smith | Protesta por la "atroz" incursión en la Casa Azul y reproduce una cinta de audio con la "confesión" de un soldado norcoreano capturado... |
| 24 de enero de 1968 (11 a. m., hora local)          | Contralmirante Smith | Quiero decirte, Pak, que la evidencia contra ustedes, comunistas norcoreanos, es avasalladora... Ahora yo tengo un tema más que presentar, que también es de naturaleza extremadamente seria. Es respecto al criminal abordaje y captura del... USS Pueblo en aguas internacionales. Es preciso que tu régimen haga lo siguiente: uno, devolver el navío y su tripulación inmediatamente; dos, disculparse con el gobierno de los Estados Unidos por esta acción ilegal. Estás advertido que los Estados Unidos se reservan el derecho de exigir compesación según las leyes internacionales. |
| 24 de enero de 1968 (11 a. m., hora local)          | General Pak          | Nuestro refrán dice, ‘el perro rabioso ladra a la luna’,... En la duocentésimosexta reunión de esta comisión que tuvo lugar hace cuatro días, yo nuevamente presenté una dura protesta contra tu bando por haber infiltrado en nuestras aguas costeras una cierta cantidad de barcos espías armados... y demandamos que ceses inmediatamente tales actos criminales... este abierto acto de las fuerzas agresoras imperialistas de los Estados Unidos fue diseñado para agravar la tensión en Corea y precipitar otra guerra de agresión...                                                   |
| 24 de enero de 1968 (11 a. m., hora local)          | General Pak          | 'Los Estados Unidos deben admitir que el USS Pueblo entró en aguas norcoreanas, deben pedir disculpas por esta intrusión y deben garantizar que tales intrusiones nunca volverán a ocurrir de nuevo.' Admitir, Disculpar y Garantizar (ADG). |
| 4 de marzo de 1968                                  |                      | Corea del Norte proporciona la lista de muertos y prisioneros heridos. |
| finales de abril de 1968                            |                      | El contralmirante Smith es reemplazado por el Mayor general Gilbert H. Woodward del Ejército de los Estados Unidos como negociador jefe. |
| 8 de mayo de 1968                                   |                      | El general Pak entrega al general Woodward el documento por el cual los Estados Unidos deben admitir que el USS Pueblo entró en las aguas de la RPDC, deben pedir disculpas por la intrusión y garantizar a la RPDC que tales intrusiones nunca volverán a ocurrir de nuevo. Cita la ADG como la única base para un acuerdo y denuncia a los Estados Unidos por una serie de otros "crímenes". |
| 29 de agosto de 1968                                | General Woodward     | Se presenta el borrador de una propuesta, redactado por el subsecretario de Estado Nicholas Katzenbach [la estrategia de "sobreescritura"]. |
| 29 de agosto de 1968                                | General Woodward     | Si yo acuso el recibo de la tripulación en un documento que sea satisfactorio para ustedes así como para nosotros, ¿estarían preparados para liberar a toda la tripulación? |
| 29 de agosto de 1968                                | General Pak          | Bien, ya le hemos dicho lo que usted debe firmar... |
| 17 de setiembre de 1968                             | General Pak          | Si usted firma nuestro documento, puede que algo se logre... |
| 30 de setiembre de 1968                             | General Pak          | Si usted firma el documento, nosotros devolveremos al mismo tiempo a los hombres. |
| 30 de setiembre de 1968                             | General Woodward     | No creemos que sea justo firmar un papel que diga que hicimos algo que no hemos hecho. Sin embargo, a fin de reunir a la tripulación con sus familias, hemos considerado un ‘acuse de recibo’ |
| 10 de octubre de 1968                               | General Woodward     | (demostrando al general Pak la naturaleza de la 'firma') |
| 10 de octubre de 1968                               | General Woodward     | Escribiré aquí que acuso recibo de ochenta y dos hombres y un cadáver... |
| 10 de octubre de 1968                               | General Pak          | Usted está empleando falacias y estratagemas de poca monta para eludir la responsabilidad de los crímenes cometidos por su bando... |
| 23 de octubre de 1968                               |                      | La propuesta "sobreescrita" es nuevamente presentada por el General Woodward y el General Pak nuevamente la denuncia como una "estratagema de poca monta". |
| 31 de octubre de 1968                               | General Woodward     | Si yo acuso el recibo de la tripulación en un documento que sea satisfactorio para ustedes así como para nosotros, ¿estarían preparados para liberar a toda la tripulación? |
| 31 de octubre de 1968                               | General Pak          | 'Los Estados Unidos deben admitir que el USS Pueblo entró en aguas norcoreanas, deben pedir disculpas por esta intrusión y deben garantizarle a la República Popular Democrática de Corea que esto nunca volverá a ocurrir de nuevo.' |
| 17 de diciembre de 1968                             | General Woodward     | Explica una propuesta de James Leonard, jefe del Departamento de Estado para Corea: el esquema de "refutación previa". Los Estados Unidos acordarían firmar el documento, pero el general Woodward lo denunciaría verbalmente una vez que los prisioneros fueran liberados. |
| 17 de diciembre de 1968                             | General Pak          | [tras una pausa de 50 minutos] |
| 17 de diciembre de 1968                             | General Pak          | Le informo que si usted firma mi documento... habremos llegado a un acuerdo. |
| 23 de diciembre de 1968                             |                      | El general Woodward, representando a los Estados Unidos, firma el documento ADG y al mismo tiempo, la RPDC permite a los prisioneros del USS Pueblo volver bajo custodia estadounidense. |

## Atracción turística
El USS Pueblo es una atracción turística obligada en Pionyang desde que fue trasladado al río Taedong. Solía estar amarrado en el punto donde se cree que tuvo lugar el incidente del General Sherman en 1866. A fines de noviembre de 2012, el USS Pueblo fue trasladado del muelle del río Taedong a un dique seco en el río Botong, cerca del nuevo Museo de la Guerra Patria de Liberación. A fines de julio de 2013, el barco fue renovado y se abrió a los turistas con un video que muestra el punto de vista norcoreano. Para conmemorar el aniversario de la Guerra de Corea, el barco fue repintado y expuesto en un museo.
coordenada  39° 2'25.86"N 125°44'23.22"E
|                                       |
| Vista de proa del USS Pueblo en 2013. |

|                                    |
| Marca del impacto de un proyectil. |

|                                 |
| Una Browning M2 del USS Pueblo. |

|                               |
| Vista trasera del USS Pueblo. |

## Oferta de repatriación

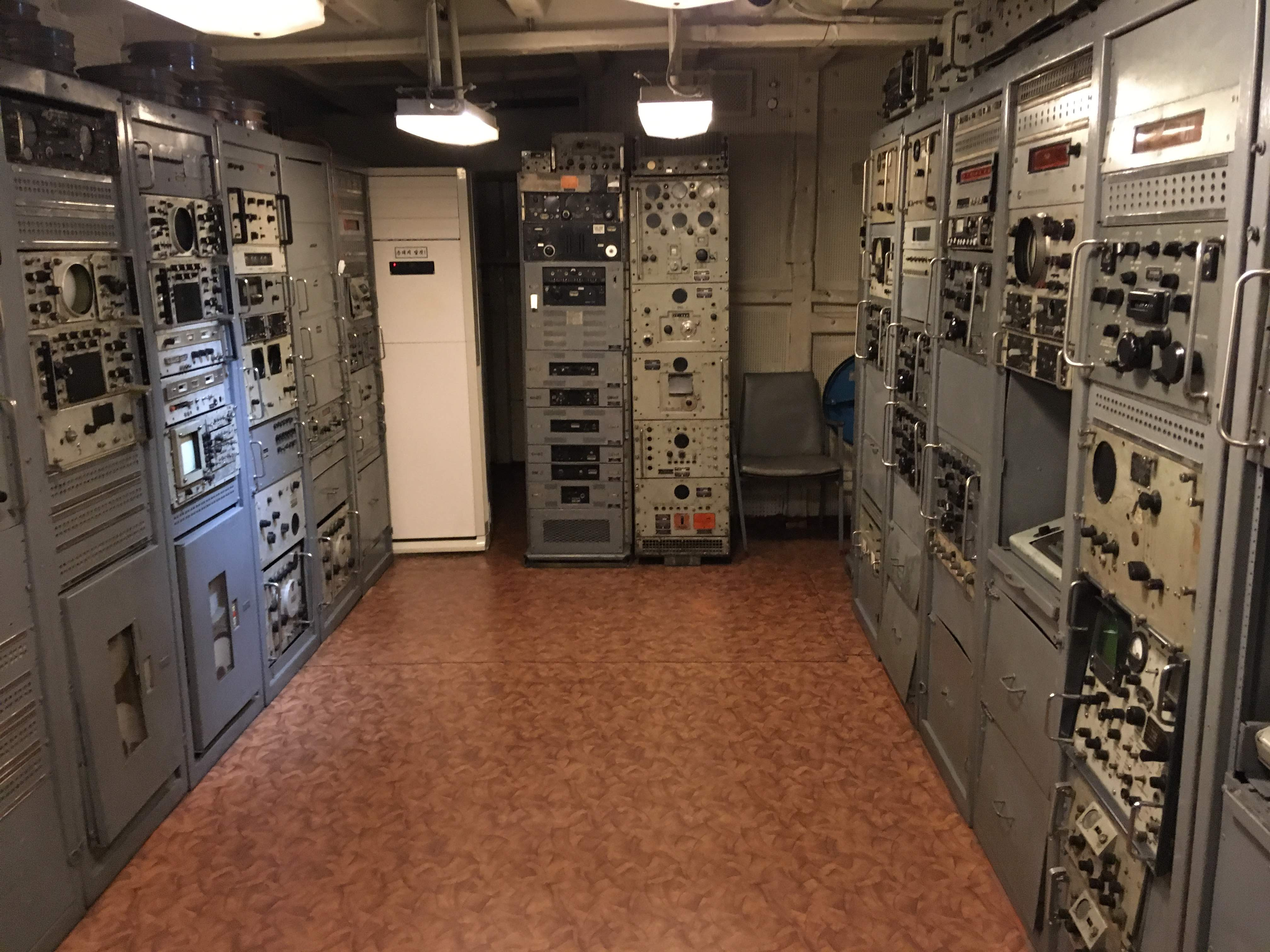
Equipos electrónicos a bordo del USS Pueblo, en 2018.

Durante una sesión diplomática en Corea del Norte en agosto de 2005, Donald Gregg, el exembajador de los Estados Unidos en Corea del Sur, recibió indicaciones verbales de oficiales norcoreanos de alto rango que su país desearía repatriar al USS Pueblo a los Estados Unidos, con la condición que un prominente oficial del gobierno estadounidense, como el secretario de Estado, venga a Pionyang para conversaciones de alto nivel. Aunque el gobierno estadounidense ha afirmado públicamente en varias ocasiones que la devolución del navío de la Armada aún asignado es una prioridad, la actual situación de las relaciones entre Estados Unidos y Corea del Norte hace que tal visita de estado oficial sea improbable.

## Demanda judicial
Los extripulantes del USS Pueblo William Thomas Massie, Dunnie Richard Tuck, Donald Raymond McClarren y Lloyd Bucher entablaron una demanda contra el gobierno norcoreano por el abuso que padecieron a manos suyas durante su cautiverio. Corea del Norte no respondió a la demanda. En diciembre de 2008, el juez distrital Henry Harold Kennedy, Jr. de Washington D. C. otorgó a los demandantes $ 65.000.000 por daños, describiendo su maltrato por Corea del Norte como "amplio y chocante". Para octubre de 2009, los demandantes estaban tratando de recolectar la reparación del dictamen a partir de bienes y cuentas bancarias norcoreanas congeladas por el gobierno estadounidense.

## Medallas
Este navío ha recibido las siguientes medallas -
Como el FS-344:
- Medalla de la Campaña Estadounidense
- Medalla a la Victoria en la Segunda Guerra Mundial
- Medalla de Servicio en la Defensa Nacional

Como el USS Pueblo (AKL-44 / AGER-2):
- Cinta de Acción en Combate
- Medalla de Servicio en la Defensa Nacional con dos estrellas
- Medalla de las Fuerzas Armadas Expedicionarias
- Medalla de Servicio en la Guerra Global contra el Terrorismo
- Medalla de Servicio en la Defensa de Corea

## El USS Pueblo (AGER-2) en la ficción
- En el episodio "Los lunamieleros", de la cuarta temporada de la serie Archer, el protagonista golpea a un espía norcoreano y grita: "¡Y esto es por el Pueblo!".
- El incidente del USS Pueblo fue dramáticamente descrito en la aclamada película para televisión del ABC Theater de 1973 Pueblo. Hal Holbrook interpreta al capitán Lloyd Bucher. El drama de 2 horas fue nominado a tres premios Emmy, de los cuales ganó dos.[33][34]
- En una primigenia dramatización británica para la temporada de 1970 del programa ITV Playhouse, Ray McAnally interpretaba a Bucher.[35]
- En el episodio "Los colaboradores", de la sexta temporada de la serie Mad Men, Arnold Rosen discute sobre la Guerra de Vietnam y la captura del USS Pueblo mientras cena con su esposa Sylvia y el vecino Don Draper.
- El episodio de Star Trek "El incidente del Enterprise", está vagamente basado en el incidente del USS Pueblo.[36]
- También se hace referencia al incidente en el episodio "Ve en silencio", de la tercera temporada de la serie The West Wing.
- El incidente también es mencionado en el episodio "El ladrón de perros: Segunda parte", de la séptima temporada de la serie JAG.